# Myōdani (métro municipal de Kobe)
Myōdani (名谷駅, Myōdani-eki) est une station du métro municipal de Kobe localisée dans l'arrondissement Suma de Kobe, dans la préfecture de Hyōgo. Elle est exploitée par le Bureau des transports municipaux de Kobe.

## Situation sur le réseau

Plan du métro.

Établie en surface, Myōdani est située au point kilométrique (PK) 13,3 de la ligne Seishin-Yamate (verte) du métro municipal de Kobe. Elle est située entre la station Myōhōji, en direction du terminus est Shin-Kōbe, et la station Sōgōundō-kōen, en direction du terminus ouest Seishin-chūō.
Elle dispose de deux quais centraux encadrés par les quatre voies de la ligne.

## Histoire
La station Myōdani est mise en service le 13 mars 1977, lorsque le Bureau des transports municipaux de Kobe ouvre la ligne Seishin-Yamate de Shin-Nagata à Myōdani.

## Services aux voyageurs

### Accès et accueil
La station dispose de 2 accès, un au nord et un au sud. Elle est équipée d'escaliers, d'escaliers mécaniques et d'ascenseurs permettant d’accéder aux quais. La station est accessible aux personnes à la mobilité réduite.

Installations
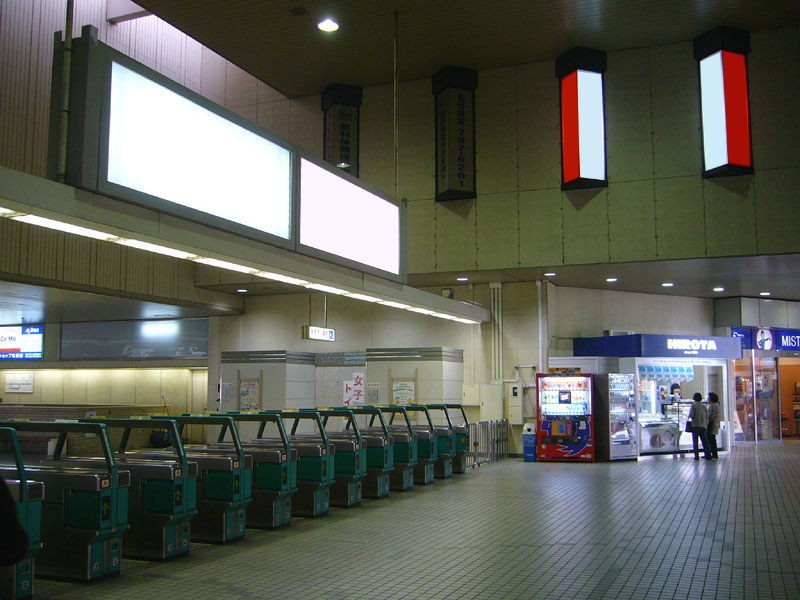
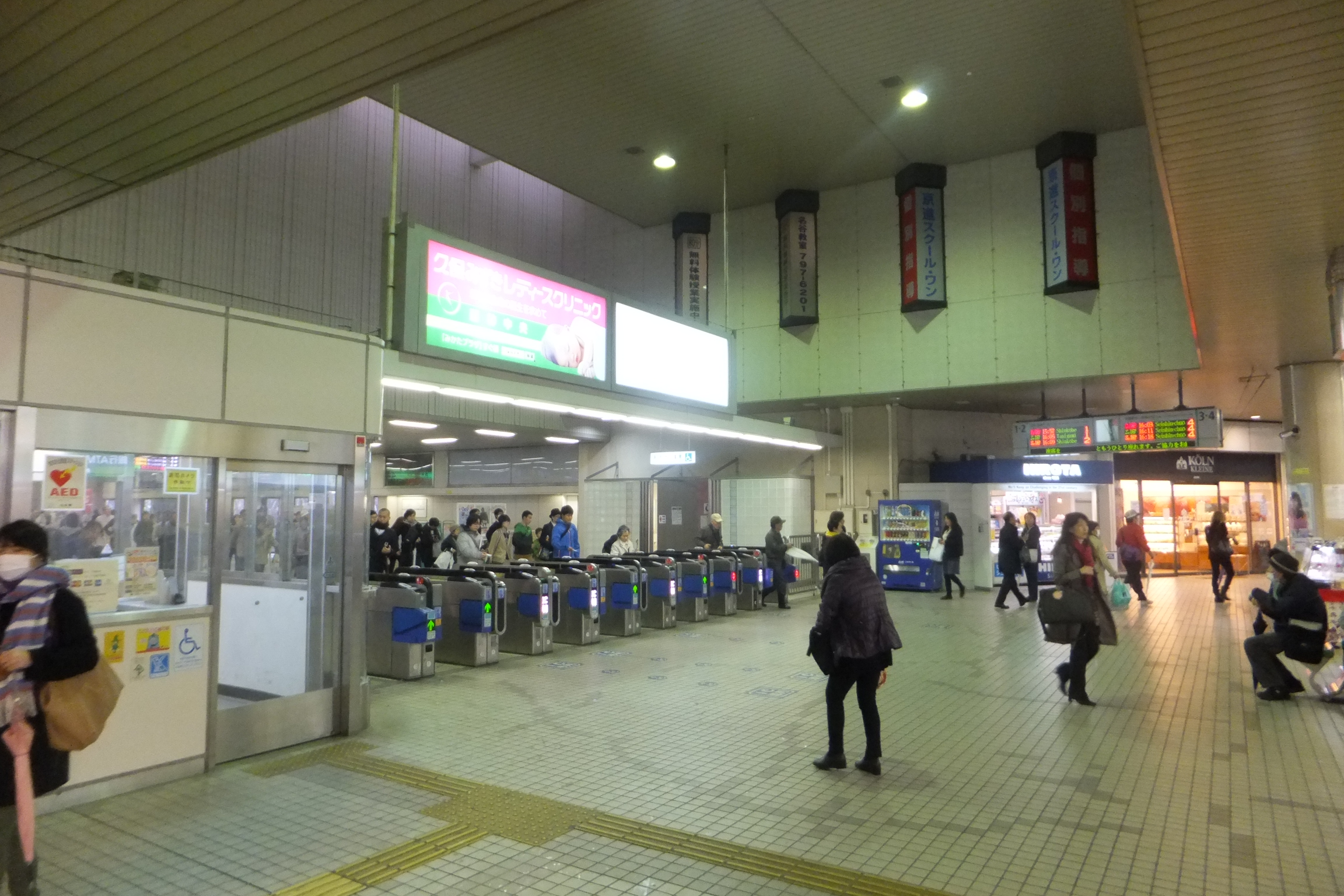
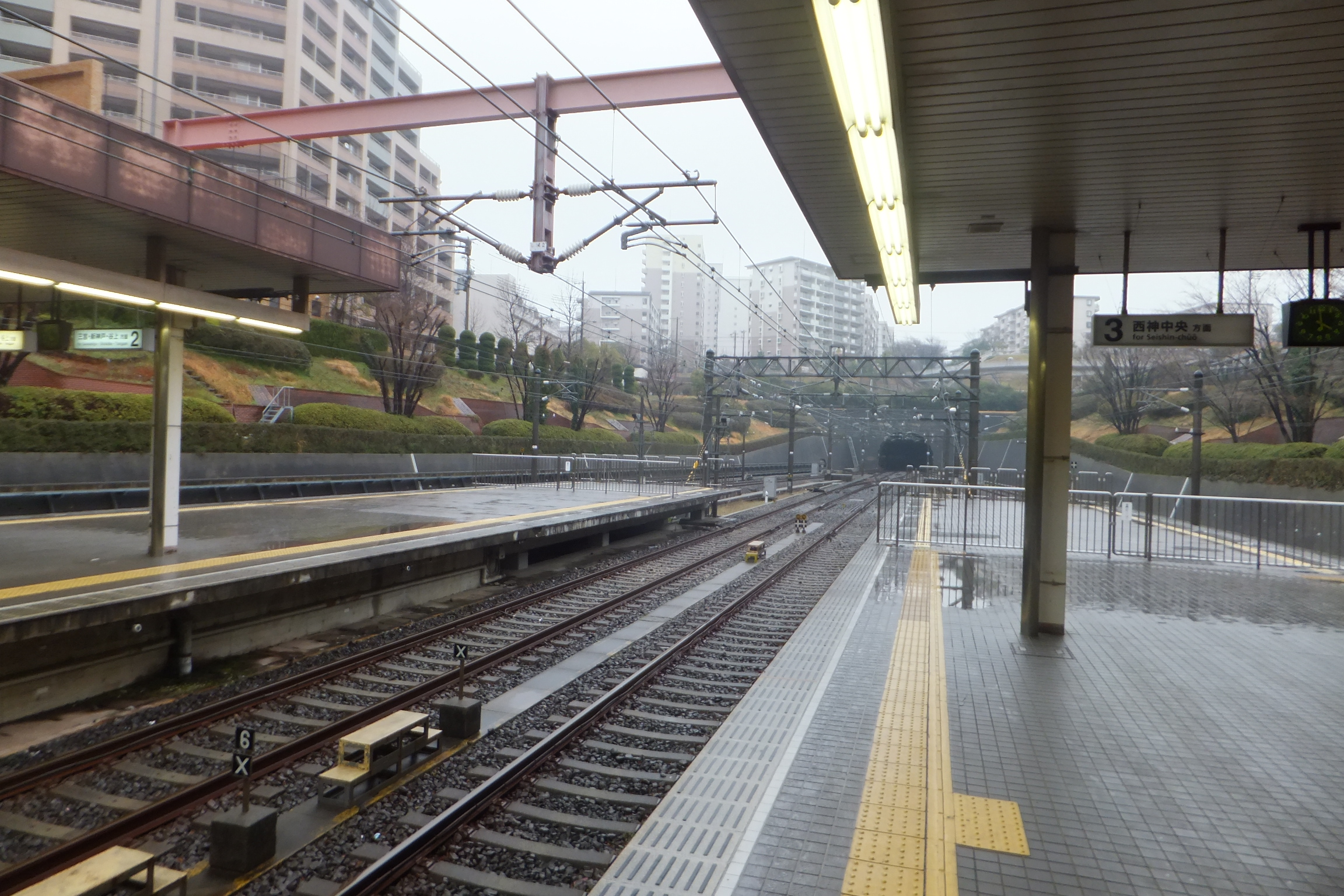

### Desserte
La station Myōdani est desservie par les rames de la ligne Seishin-Yamate.
| N° de voie | Ligne          | Direction                      |
| ---------- | -------------- | ------------------------------ |
| 1・2       | Seishin-Yamate | Sannomiya・Shin-Kobe・Tanigami |
| 3・4       | Seishin-Yamate | Gakuentoshi・Seishin-chūō      |

### Intermodalité
Des bus urbains de la ville de Kobe desservent cette station.